# Uretan
Uretaner (efter urea och etan), karbamater, är en grupp kemiska föreningar och estrar av karbaminsyra. De olika ämnena innehåller uretangruppen –NH–COO–.
Benämningen uretan nyttjas även specifikt för etylestern NH2COOC2H2 (även noterad som C3H7NO2) och med alternativnamnet etylkarbamat. Amingruppen från karbaminsyra gör att detta även kan beskrivas som en amid. Den har beskrivits som cancerogen. 

## Egenskaper
Uretan bildar vita kristaller, som smälter vid 50–51 °C. Det är lättlösligt i vatten, etanol, eter, kloroform och glycerol, men svårlösligt i feta oljor och avdunstar fullständigt vid upphettning.

## Användning
Uretan har tidigare använts för medicinskt bruk, bland annat som cytostatikum och som hjälpämne i narkosmedel, vilket upphörde efter det att ämnet konstaterats vara cancerframkallande. Det har använts som narkosmedel på försöksdjur, alternativt som medel för att framkalla lungcancer hos försöksdjur.

## Liknande ämnen
Polymerer som innehåller uretangruppen benämns polyuretan. Dessa har stor användning, bland annat som termoplast, härdplast, cellplast, cellgummi, massivt gummi, termoelast, lack, lim och fiber.